# Huida a Egipto (Giotto)
La Huida a Egipto es una escena obra del pintor italiano Giotto. Está realizado al fresco, y fue pintado entre 1305 y 1306 (otras fuentes dan las fechas de 1303 y 1305). Se encuentra en la Capilla de los Scrovegni de Padua.
Giotto fue el primer pintor toscano que trabajó en Italia del norte, en Rímini y Padua. Una de las obras que ejecutó en Padua fue el ciclo de frescos sobre la Vida de la Virgen y de Cristo en la Capilla de los Scrovegni, obra fundamental para comprender la evolución de la pintura europea.
Esta es una de las escenas más famosas del ciclo paduano. Representa a José, María y Jesús Niño huyendo a Egipto para evitar la persecución de Herodes, que había ordenado la matanza de los inocentes. Habían sido advertidos en sueños por un ángel, que les marca el camino. María, montada en un asno conducido por José, lleva al Niño sujeto por un pañuelo; del grupo forman también parte una figura joven, con la cabeza coronada de hiedra, y con una cantimplora al cinto, junto a José y otros tres jóvenes por el mismo camino de la caravana. Posiblemente, la muchacha que acompaña a María sea la figura con un vestido rojo, inmediatamente detrás del asno. La escena está descrita conforme aparece en el evangelio apócrifo del Seudo Mateo.  
En efecto, según dicho Evangelio apócrifo (17-18): 

Pero la víspera del día en que esto tuvo lugar (la matanza de los inocentes), José fue advertido en sueños por un ángel del Señor, que le dijo: Toma a María y al niño, y dirígete a Egipto por el camino del desierto. Y José partió, siguiendo las palabras del ángel. (...) Tres muchachos hacían ruta con José, y una joven con María

Se evidencia en este fresco el apartamiento de Giotto del estilo bizantino: a las representaciones frontales opone aquí posturas de espaldas o de perfil; además, no representa a los personajes en un fondo dorado, sino en un paisaje agreste y montañoso, menos anguloso y más realista. Es un páramo grande y árido, escenario desierto que resulta un entorno más amenazador para la pareja que viaja con un niño recién nacido; solo algunos árboles dispersos rompen la monotonía de este paisaje lunar, árboles delgados, con todas sus hojas detalladas. Lejos del hieratismo bizantino está esta representación de la naturaleza y de la vida, según confirma la "preciosidad cromática de las rocas arenosas y la sutilidad de la luz y de las sombras, de factura densa, ligera y aterciopelada" (Carrassat). Adopta el punto de fuga oblicuo, manifestando su dominio de la técnica a través de escorzos como el del ángel. En esta escena se afirma el sentido de la percepción del espacio dominante en el paisaje y en los personajes. Su realismo aparece en los drapeados, que son ligeros, en los gestos y expresiones de las figuras, así como en la representación detallista del cántaro recubierto de mimbre o del vestido del Niño.